# Иволга-монашенка
Иволга-монашенка (лат. Oriolus monacha) — вид певчих птиц семейства иволговых, распространённый в Эритрее и Эфиопии. Естественной средой обитания вида являются субтропические и тропические влажные леса.
Международный союз орнитологов выделяет 2 подвида:
- О. monacha meneliki — южная Эфиопия;
- О. monacha monacha — северная Эфиопия.